# Hino (Tóquio)
Hino (日野市 -shi) é uma cidade japonesa localizada na província de Tóquio.
Em dezembro de 2021, a cidade tinha uma população estimada em 187 307 habitantes e uma densidade populacional de 6 798,8 pessoas por quilómetro quadrado. Tem uma área total de 27,55 km².
Recebeu o estatuto de cidade a 3 de Novembro de 1963.